# باولا باريتو
باولا بيلين باريتو، بطلة رياضية في رياضة الجودو وطبيبة من الأرجنتين. ولدت في 16 كانون الثاني (يناير) 1986 في سان فرناندو في بوينس آيرس.

## سيرتها
ولدت باولا، الملقبة بـ "La Peque" (وتعني الصغيرة) في سان فرناندو في العاصمة الأرجنتينية بوينس آيرس. 
تعيش باولا مع والديها في تيغري على مقربة من العاصمة. بدأت بممارسة السباحة في سن الرابعة، بعد ذلك بعام اشتركت في الجمباز. أما رياضة الجودو فقد بدأتها في سن التاسعة وكان الحافز لديها تعرّض شقيقها للضرب في المدرسة. كان والدها يمارس الجودو عندما كان صغيراً لذا أرسل ابنه ماركو لنادي الجودو فأرادت باولا الذهاب أيضاً.
كان أول نادٍ للجودو تنضمّ إليه نادي سان فرناندو. وما لبثت أن فازت بأول بطولة لها. انتقلت بعد ذلك إلى إستوديانتيس دي لا بلاتا. نافست في سنواتها الأولى من ممارسة الجودو في فئة وزن 44 كغم ثم انتقلت إلى فئة وزن 48 كغم.
وهي من كبرى مشجعات لعبة كرة القدم وتلعبها مع أصدقائها. رغبت سابقاً بممارسة كرة القدم رسمياً لكنها تركت الفكرة بهدف متابعة الجودو. أما ناديها المفضل فهو بوكا جونيورز بالإضافة إلى النادي الذي تنتسب له إستوديانتيس دي لا بلاتا.
في مقابلة أجريت معها في الألعاب الأولمبية الصيفية 2008 في بكين، قالت باولا أنها عزباء وأن والدتها تقول «أنها مخطوبة للجودو». .
لباولا شقيق أصغر منها يدعى ماركو، يقدم لها الدعم في رحلاتها حول العالم للمشاركة في البطولات المختلفة، ولها أخت أكبر منها تدعى إستيفانيا تعمل طبيبة نفسانية.
درست باولا الطب في جامعة بوينس آيرس وتخرجت منها في آذار (مارس) 2014.
في كانون الأول (ديسمبر) 2015، تسلّمت باولا جائزة أولمبيا الذهبية كأفضل رياضيات للعام في الأرجنتين.

## الجودو
فازت باولا بالميدالية البرونزية في الألعاب الأولمبية الصيفية 2008 في مباراة درامية ضد الكورية باك أوك-سونغ، فقد استخدمت باولا تقنية خاصة بها، احتسبها الحكام لصالح باك، التي احتفلت بالميدالية، لكن ما لبث مدرب باولا أن أعترض لجنة التحكيم التي قررت بعد الاطلاع على التسجيل منح الميدالية لصالح باولا.
كما أن مشاركات باولا كانت ناجحة في دورات الألعاب الأمريكية.
في آب (أغسطس) 2015، فازت باولا بميدالية ذهبية في كأس العالم للجودو في أستانة في كازاخستان وهو أول ألقابها في بطولة العالم
في الألعاب الأولمبية الصيفية 2016 في ريو دي جانيرو، هزمت باولا اللاعبة الكورية جيونغ بيونغ وحازت على أول ميدالية ذهبية أولمبية، وهي الميدالية الأولى للأرجنتين في الدورة

## روابط خارجية
- باولا باريتو على موقع الفيدرالية الدولية للجودو (الإنجليزية)
- باولا باريتو على موقع JudoInside.com (الإنجليزية)
- باولا باريتو على موقع AllJudo.net (الفرنسية)
- باولا باريتو على موقع اللجنة الأولمبية الدولية (الإنجليزية)
- باولا باريتو على موقع أوليمبيديا (الإنجليزية)
- باولا باريتو على موقع اللجنة الأولمبية الأرجنتينية (الإسبانية)